# La grande avventura (programma televisivo)
La grande avventura fu una trasmissione andata in onda sulle tre reti Fininvest il 9 giugno 1995, due giorni prima del referendum in materia televisiva. La trasmissione aveva il fine dichiarato di celebrare i quindici anni della tv commerciale, ma de facto venne utilizzata come un mezzo diretto per invogliare i telespettatori a votare il "no" ad alcuni dei referendum, che secondo i promotori minacciavano la sopravvivenza della stessa Fininvest in quanto avrebbero eliminato due delle tre reti (le cui frequenze sarebbero state cedute a terzi) e soprattutto avrebbero molto ridotto gli spazi pubblicitari, che consentivano i finanziamenti all'azienda.
La maratona televisiva partì su Italia 1, dalle 18.15 alle 18.50, per poi passare su Rete 4 dalle 18.50 alle 20.40 ed infine su Canale 5 dalle 20.40 alle 23.00. Le prime due parti ebbero come conduttori Lorella Cuccarini e Marco Columbro, che proposero interviste a volti noti come Pippo Baudo, Fabrizio Frizzi, Paolo Bonolis, Rita Dalla Chiesa e Raffaella Carrà, che raccontavano la loro esperienza sulle tv commerciali. Alle 20.40 il programma approdò su Canale 5 dove, alla conduzione, Columbro e Cuccarini si alternarono a Mike Bongiorno, Gerry Scotti, Raimondo Vianello e Sandra Mondaini, Pippo Franco, Corrado, Fiorello, Iva Zanicchi, Alberto Castagna, Gigi e Andrea, Massimo Boldi, Gigi Sabani e Patrizia Rossetti.
Alcuni personaggi televisivi rifiutarono l'invito a partecipare, tra cui il trio della Gialappa's Band, che prima della messa in onda denunciò una possibile strumentalizzazione, ed Enzo Iacchetti.
La regia fu curata da Davide Rampello.